# Arthur Greiser
Arthur Greiser, född 22 januari 1897 i Schroda, Provinsen Posen, Preussen, död 21 juli 1946 i Poznań, Polen, var en tysk nazistisk politiker och Obergruppenführer i Schutzstaffel (SS) och Nationalsozialistisches Kraftfahrkorps (NSKK). Greiser var senatspresident i Fria staden Danzig från 1934 till 1939, då han efter Tysklands invasion av Polen utnämndes till Gauleiter och riksståthållare i det nyinrättade Reichsgau Wartheland.
Greiser var en av de huvudansvariga för Förintelsen i Polen. Han bedrev i Wartheland en skoningslös förtyskningspolitik genom fördrivning och förintelse av judar och etniska polacker. Efter andra världskriget dömdes Greiser till döden av en polsk domstol och avrättades.

## Biografi
Arthur Greiser var son till fogden Gustav Greiser (1861–1935) och Ida Siegmund (1870–1951). Han hade tre äldre syskon: Wilhelm (1889–1951), Käthe (1890–1966) och Otto (1891–1945). Familjen Greiser flyttade år 1900 från Schroda till Hohensalza, där Greiser gick i skolan. Han studerade vid Königlich-Humanistische Gymnasium, men avlade inte studentexamen, då han som 17-åring tog värvning i Kaiserliche Marine. År 1914 utbröt första världskriget och Greiser kommenderades till västfronten och stred vid Ostende i Belgien. Senare under kriget, år 1917, tjänstgjorde han som marinflygare. Han dekorerades med Järnkorset av första och andra klassen.
I och med fredsavtalet i Versailles 1919 tvingades Tyskland att avträda lejonparten av provinsen Posen till den nybildade Polska republiken. Greiser lämnade Posen för Fria staden Danzig, som stod under Nationernas förbunds beskydd där han sysselsatte sig som affärsman. De territoriella förändringarna efter första världskriget och Versaillesfördragets stränga villkor för Tysklands vidkommande ledde till att Greiser med tiden utvecklade en stark fientlighet gentemot Polen och polackerna. Han erfor hur den tyska minoriteten behandlades av de polska myndigheterna: tyska minoritetsledare trakasserades, tyskar missgynnades ekonomiskt och tyska skolor stängdes. Under mellankrigstiden valde hundratusentals tyskar att lämna Posen. Greiser blev 1930 medlem av fristaten Danzigs nationalsocialister, och i samband med nazisternas valseger i Danzig 1933 blev han medlem av senaten och vice president under Hermann Rauschning. Då denne störtades 1934 på grund av sin moderata politik blev Greiser senatspresident. Som sådan samarbetade han nära med den rikstyske Gauleitern för Danzigs nationalsocialister Albert Forster. I samarbete med denne ledde han kampen mot Danzigs icke-nazistiska partier och följde huvudsakligen den rikstyska linjen i sitt förhållande till Polen. Kort före första världskrigets utbrott överlät han även formellt styret i Danzig på Albert Forster. Sedan Polen besegrats blev Greiser 1939 gauleiter i Reichsgau Wartheland.

### De första massgasningarna
På Greisers initiativ uppfördes förintelselägret i Chełmno och han var ansvarig för de första massgasningarna som förövades där i början av december 1941. Offren bestod av omkring 2 300 judar från Koło, som transporterades i gasvagnar till redan färdigställda massgravar i ett skogsparti nära Chełmno.
I sin egenskap av Gauleiter förde Greiser en hård regim och propagerade för de polska judarnas totala förintelse. Efter andra världskriget ställdes han inför rätta för krigsförbrytelser och brott mot mänskligheten. Han dömdes till döden och avrättades genom hängning utanför sitt forna residens i Poznań i juli 1946.

## Befordringar inom SS
Arthur Greisers befordringshistorik
- Untersturmführer: 29 september 1931
- Hauptsturmführer: 4 september 1932
- Standartenführer: 20 juni 1933
- Oberführer: 12 mars 1934
- Brigadeführer: 1 januari 1935
- Gruppenführer: 24 oktober 1939
- Obergruppenführer: 30 januari 1942

## Utmärkelser
- Järnkorset av andra klassen
- Järnkorset av första klassen
- Såradmärket i svart
- Jubileumstecknet för piloter
- SA/SS-pilotmärket (SA/SS-Fliegerabzeichen): 1932, som medlem i SS-Fliegersturm
- Ärekorset med svärd: 8 december 1934
- SS-Ehrenring (Totenkopfring): 24 december 1933
- Tyska idrottsmärket i guld
- SS-Julleuchter: 16 december 1935
- Hitlerjugends gyllene hedersutmärkelse med eklöv
- Tyska Röda korsets medalj med kraschan: 20 april 1936
- Tyska Olympiska Hederstecknet av första klassen
- Stora jaktmedaljen i guld (Polen): februari 1937
- NSDAP:s partitecken i guld: 30 januari 1938
- Anschlussmedaljen (Medaille zur Erinnerung an den 13. März 1938)
- Sudetenlandmedaljen (Medaille zur Erinnerung an den 1. Oktober 1938)
- Gau Danzigs hederstecken: 1939
- Danzigkorset av första klassen: 24 oktober 1939
- Krigsförtjänstkorset av andra klassen utan svärd
- Krigsförtjänstkorset av andra klassen med svärd
- Storofficer av Sankt Mauritius och Sankt Lazarusorden: 9 augusti 1940
- Krigsförtjänstkorset av första klassen utan svärd: 4 september 1940
- Krigsförtjänstkorset av första klassen med svärd: 30 januari 1941
- Reichsgau Warthelands hederstecken: 1943
- NSDAP:s tjänsteutmärkelse i brons
- NSDAP:s tjänsteutmärkelse i silver
- SS-Zivilabzeichen
- Hedersärmvinkel (Ehrenwinkel für alte Kämpfer)